# Christian Broadcasting Network
The Christian Broadcasting Network eller CBN, är en kristen amerikansk TV-kanal som har sitt högkvarter i Virginia Beach, Virginia.
CBN grundades av Pat Robertson 1961. Deras mest kända program är The 700 Club. Bland deras andra program är CBN NewsWatch och Christian World News. 
1994 grundades CBN Asia i Filippinerna.